# Schachdara
Die Schachdara (russisch Шахдара́, auch Южная Шахдара (Juschnaja Schachdara, „Südliche Schachdara“), Джаушангоз (Dschauschangos)) ist ein linker Nebenfluss des Gunt im Südosten Tadschikistans.
Die Schachdara entspringt im Ostteil der Schachdarakette unweit des Matz-Passes im äußersten Süden des Pamirgebirges. Von dort fließt sie in westlicher Richtung. Sie trennt die Schachdarakette im Süden von der Schugnankette im Norden. Im Unterlauf wendet sie sich nach Norden und trifft östlich von Chorugh auf den Gunt, wenige Kilometer vor dessen Mündung in den Amudarja-Quellfluss Pandsch. Sie wird vom Schmelzwasser der Gletscher sowie der Schneeschmelze gespeist. Ihre Länge beträgt 142 km. Das Einzugsgebiet umfasst 4180 km². Der mittlere Abfluss (MQ) beträgt 35,2 m³/s. Das Wasser der Schachdara wird zur Bewässerung genutzt.